# Druhá vláda Davida Ben Guriona
Druhá vláda Davida Ben Guriona byla vytvořena během voleb do prvního Knesetu. David Ben Gurion se 17. října 1950 pokusil vytvořit menšinovou vládu složenou z politických stran Mapaj a Sefardové a orientální komunity, kterou však Kneset neschválil. O dva dny později požádal prezident Chajim Weizmann předsedu Progresivní strany Pinchase Rosena o sestavení vlády, což se mu nepodařilo. Vládu nakonec sestavil 1. listopadu 1950 Ben Gurion. Koaliční partneři byli stejní jako v první vládě: Mapaj, Sjednocená náboženská fronta, Progresivní strana, Sefardové a orientální komunity a Demokratická kandidátka Nazaretu.
Ve vládě došlo ke změnám: David Remez nahradil Zalmana Šazara na postu ministra školství, Dov Josef nahradil Remeze na postu ministra dopravy a Pinchas Lavon nahradil Josefa na postu ministra zemědělství. Ja'akov Geri byl jmenován ministrem obchodu a průmyslu, ačkoli nebyl poslancem Knesetu. Změna proběhla také na pozici náměstka ministra dopravy.

## Členové vlády
| Vláda                                                 | Vláda               | Vláda                           |
| Úřad                                                  | Člen vlády          | Politická strana                |
| ----------------------------------------------------- | ------------------- | ------------------------------- |
| Předseda vlády Ministr obrany                         | David Ben Gurion    | Mapaj                           |
| Ministr zemědělství                                   | Pinchas Lavon       | Mapaj                           |
| Ministr školství a kultury                            | David Remez         | Mapaj                           |
| Ministr zahraničních věcí                             | Moše Šaret          | Mapaj                           |
| Ministr financí                                       | Eli'ezer Kaplan     | Mapaj                           |
| Ministr zdravotnictví Ministr imigrace Ministr vnitra | Chajim-Moše Šapira  | Sjednocená náboženská fronta    |
| Ministr spravedlnosti                                 | Pinchas Rosen       | Progresivní strana              |
| Ministryně práce a sociálního zabezpečení             | Golda Meirová       | Mapaj                           |
| Ministr policie                                       | Bechor-Šalom Šitrit | Sefardové a orientální komunity |
| Ministr náboženství a válečných obětí                 | Jehuda Lejb Majmon  | Sjednocená náboženská fronta    |
| Ministr obchodu a průmyslu                            | Ja'akov Geri        | Nebyl členem Knesetu            |
| Ministr dopravy                                       | Dov Josef           | Mapaj                           |
| Ministr sociální péče                                 | Jicchak-Me'ir Levin | Sjednocená náboženská fronta    |
| Náměstek ministra dopravy                             | Re'uven Šeri        | Mapaj                           |

Vláda podala demisi 14. února 1951 poté, co Kneset zamítl návrhy Davida Remeze na registraci školáků. Volby do 2. Knesetu se konaly 30. července 1951.